# Evropské spotřebitelské centrum
Evropské spotřebitelské centrum (ESC) bezplatně pomáhá spotřebitelům řešit spory s prodejci výrobků a poskytovateli služeb z jiných členských zemí EU, Norska a Islandu mimosoudní cestou (ESC také spolupracuje s Mezinárodním spotřebitelským centrem ve Spojeném království). Poskytuje informace o právech spotřebitelů na společném evropském trhu a o tom, jak je přeshraničně vymáhat, když jim je obchodníci z uvedených států upírají. Právníci centra nejsou oprávněni zabývat se spory českých spotřebitelů s českými obchodníky. Centrum se mimo jiné podílí na tvorbě evropské legislativy o právech spotřebitelů a na projektech na podporu postavení spotřebitelů na jednotném trhu.
V České republice působí ESC při České obchodní inspekci. Je členem sítě Evropských spotřebitelských center (ECC-Net) a je rovným dílem financované Evropskou komisí a Českou obchodní inspekcí.

## Síť ESC
Evropská spotřebitelská centra působící v členských zemích EU, Norsku a na Islandu tvoří síť ECC-Net, zřizovanou Evropskou komisí a zúčastněnými státy. Centra spolupracují na přeshraničním řešení sporů mezi spotřebiteli a obchodníky.

## Řešení případů
ESC může pomoci v případě, kdy jsou spotřebiteli upírána práva například při reklamaci zboží či stížnosti týkající se služby u obchodníka z jiné země EU, Norska, Islandu nebo Spojeného království.
Příklad
Český spotřebitel chce uplatnit reklamaci výrobku zakoupeného v Německu, ale německý prodejce reklamaci nechce přijmout, nebo ji přijme, ale nechce ji uznat (ačkoli je oprávněná), případně se spotřebitelem vůbec nekomunikuje.
Spotřebitel požádá Evropské spotřebitelské centrum o pomoc dle instrukcí na jeho webu, krátce popíše svůj případ a přiloží příslušné dokumenty, jako je doklad o zakoupení výrobku a komunikace s obchodníkem apod. Právníci českého ESC posoudí oprávněnost reklamace a postoupí případ kolegům z německého ESC. Ti pak kontaktují přímo obchodníka a vyzvou ho k nápravě. Úspěšnost takového postupu je v mimosoudní rovině poměrně vysoká, přesahuje 50 %.
Pokud spor nelze vyřešit touto pro obě strany smírnou a bezplatnou cestou, ESC může podrobně informovat o možnosti mimosoudního řešení přeshraničních spotřebitelských sporů, které je levnější a rychlejší než klasický soudní spor.
Nejčastější oblasti
- Letecká doprava – refundace za zrušené či zpožděné lety, kompenzace za poškozená či ztracená zavazadla
- Nákupy přes internet – nedodání zboží, dodání jiného než objednaného zboží, nevyřízené reklamace, problémy se lhůtou na odstoupení od smlouvy bez udání důvodu apod.
- Nákupy při pobytu v zahraničí – nákupy zboží v kamenných obchodech, supermarketech apod.
- Služby – ubytování, cestování, zájezdy, dovolené, doprava (včetně půjčoven vozů), telekomunikace, timeshare

(vše se týká nákupů zboží a využívání služeb od obchodníků z jiných zemí Evropské unie, Norska, Islandu či Spojeného království)

## Historie ESC ČR
Centrum bylo založeno 1. ledna 2005 za finanční podpory Evropské unie. Pro spotřebitele bylo otevřeno v dubnu 2005 při Ministerstvu průmyslu a obchodu ČR a od 1. ledna 2009 působí při České obchodní inspekci.

## Mise ESC
Ochraně spotřebitelských práv je v EU věnována soustavná pozornost. Hlavní prioritou spotřebitelské politiky je zajištění vysoké úrovně ochrany spotřebitelů. Toho však lze dosáhnout pouze za předpokladu, že spotřebitelé mají k dispozici dostatek informací, aby se mohli odpovědně rozhodovat.
Evropské spotřebitelské centrum má spotřebitelům při získávání informací pomoci a usnadňovat jim orientaci na vnitřním trhu Evropského společenství, posilovat jejich důvěru ve fungování tohoto trhu a pomáhat jim využívat jeho potenciál. K tomu využívá různé komunikační kanály, jako jsou média, letáky, přednášky a přímé poskytování informací na základě telefonických či písemných dotazů spotřebitelů. Spotřebitelé tedy získají od ESC informace o svých právech a povinnostech v případě nákupu zboží nebo služby v členských státech EU. Dozví se například, jakým způsobem mají reklamovat výrobek, který zakoupili na zahraniční dovolené.
Cílem je, aby spotřebitelé měli stejnou důvěru k nákupům zboží a služeb na celém vnitřním trhu EU, jakou mají k nákupům na trhu domácím.
Snahou centra je však také poskytovat informace Evropské komisi o fungování vnitřního trhu a o efektivitě opatření, která byla přijata na úrovni Evropského společenství.